# Peugeot Tweet
Il Peugeot Tweet è uno scooter a ruote alte prodotto da Peugeot Motocycles in collaborazione con SYM. Introdotto nel 2010 come erede del Peugeot Looxor, è derivato dal SYM Symphony e viene prodotto nello stabilimento della Xiamen Shaxing Motorcycle Co., Ltd., sussidiaria cinese del gruppo SYM.

## Prima generazione (2010–2023)
Il Tweet viene presentato in anteprima all’EICMA di Milano nel novembre 2009 e arriva nei concessionari europei nel corso del 2010. Si tratta di uno scooter a ruote alte da 16 pollici e pedana piatta disponibile in tre motorizzazioni di origine SYM: 50, 125 e 150 cm³ tutte monocilindriche a quattro tempi raffreddate ad aria.
Dal punto di vista tecnico, è dotato di forcella telescopica anteriore, ammortizzatore posteriore singolo (modello 50 cm³) o doppio (modelli 125 e 150 cm³), freni con disco anteriore (da 226 mm) e posteriore a disco (sui 125/150) o a tamburo (sul 50)
Nel 2012 viene presentato il Tweet Pro, versione cargo con sella monoposto e piastra per installare il portapacchi posteriore in grado di sopportare fino a 30 kg.

### Restyling 2013

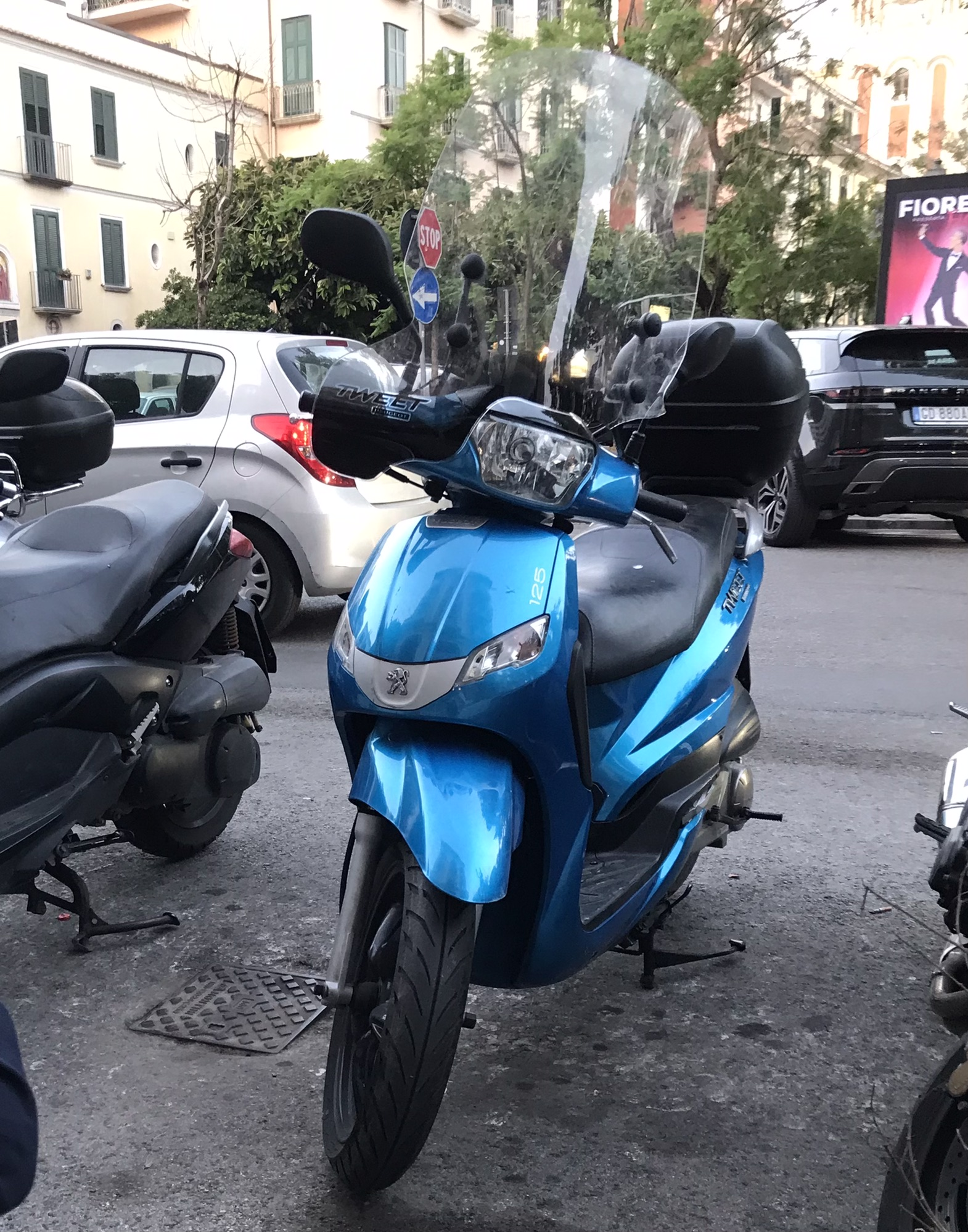
Peugeot Tweet restyling 2013

Ad EICMA 2013 Peugeot introduce un primo restyling estetico del Tweet. ribattezzato Tweet Evo Le modifiche includono: nuova carenatura frontale e parafango, nuovo logo Peugeot aggiornato, cruscotto rivisitato, nuova forcella ridisegnata, sella rivestita in una nuova schiuma più confortevole e nuovi colori.
Successivamente al Motorbike Expo di Verona 2014 viene presentato anche l’allestimento Tweet RS che si distingue per carrozzeria in colori opachi e dettagli a contrasto, cerchi neri, logo RS specifico.
Ad EICMA 2015 viene presentata la gamma 2016 vengono introdotte le versioni speciali Double Black e Paris.
Nel novembre 2017 viene presentata ad EICMA la gamma MY 2018 con le motorizzazioni aggiornate alla normativa Euro 4
L’ultimo aggiornamento si è avuto nel 2019 con l’introduzione della gamma motori di origine SYM nelle cubature 50 e 125 omologata Euro 5 ed il nuovo motore 200 (170 cm³ effettivi) che ha sostituito il vecchio 150.

## Seconda generazione (dal 2023)
Nel novembre 2022 all’EICMA, Peugeot Motocycles ha presentato la seconda generazione del Tweet.
Sempre basata sul Symphony e prodotta da SYM possiede un design inedito più spigoloso realizzato dal centro stile Peugeot ed ispirato alla produzione automobilistica; viene caratterizzato da: nuovo faro anteriore esagonale a LED posizionato sul manubrio. Nuove luci diurne a LED a tre strisce verticali sullo scudo, ispirate agli artigli del leone, simili alle medesime presenti sulle autovetture Peugeot 208 e 2008. Il faro posteriore ha una inedita firma luminosa. Nuovo logo Peugeot posizionato sullo scudo frontale. 
Le vendite partono dal 2023.
La gamma del nuovo Tweet comprende le classiche tre motorizzazioni:
- 50 cm³: Motore monocilindrico 4 tempi, raffreddato ad aria, con potenza di 2,2 kW (3 CV) a 8.000 giri/min e coppia di 3 Nm a 6.000 giri/min.
- 125 cm³ : Motore monocilindrico 4 tempi, raffreddato ad aria, con potenza di 8,4 kW (11,5 CV) a 8.500 giri/min e coppia di 10,3 Nm a 6.500 giri/min.
- 200 cm³ : Motore monocilindrico 4 tempi, 170 cm³ effettivi, raffreddato ad aria, con potenza di 9 kW (12,2 CV) a 7.500 giri/min e coppia di 102,2Nm a 6.000 giri/min.

Due gli allestimenti: Allure con cerchi diamantati e GT con cerchi neri e tratti arancioni lungo la carrozzeria. Oltre a questi è disponibile la Cargo con sella monoposto e portapacchi posteriore.
Il modello 125 monta l’ABS, il modello 200 monta la frenata combinata CBS.